# RecycleForce
RecycleForce — американское социальное предприятие, которое занимается переработкой промышленных отходов, в основном электротехники (вторсырьё принимается как от частных лиц, так и от корпоративных клиентов). Доходы от продажи повторно используемых материалов (металлов и пластмасс) направляются на профессиональное обучение и трудоустройство бывших заключённых мужчин и женщин. Неиспользуемые отходы RecycleForce утилизирует согласно экологическим нормам. Организация не только помогает решать экологические проблемы и сохранять окружающую среду, но и способствует возвращению в общество бывших заключённых, оберегая их от рецидивов преступлений. RecycleForce базируется в Индианаполисе, штат Индиана. 

## История
Организация основана в 2006 году как Workforce Inc., она начинала с двух рабочих и переработки 600 тыс. фунтов материалов (к 2015 году более 75 сотрудников ежегодно обрабатывали 6 млн фунтов вторсырья). Ассортимент перерабатываемых материалов, начинавшийся со старой электротехники, расширился до пластмассы, алюминия, бумаги и картона.
RecycleForce с помощью доходов и грантов обучает и нанимает на работу бывших заключённых, которые испытывают проблемы с заработком и жильём (на момент старта социальной программы реабилитации более половины бывших заключённых округа Мэрион повторно попадали в тюрьму). Программа RecycleForce успешно трудоустроила на полную ставку более 360 бывших заключённых. Уровень рецидивизма для этих рабочих составил 25 % — значительно ниже средних показателей по штату и стране.
Среди партнёров и спонсоров RecycleForce значатся Social Venture Network, мэрия Индианаполиса, Old National Bank, KeyBank, Harris Bank, PNC Bank, Covanta Energy и многие другие.